# با، لئیگ
با (به صربی: Ba) یک روستا در صربستان است که در Ljig واقع شده‌است.